# NGC 578
NGC 578 je spirální galaxie s příčkou v souhvězdí Velryby. Její zdánlivá jasnost je 10,8m a úhlová velikost 4,9′ × 3,1′. Od Sluneční soustavy je vzdálená 61 milionů světelných let. Galaxii objevil John Herschel 11. listopadu 1835.